# توم توماس
توم توماس (بالإنجليزية: Tom Thomas)‏ هو لاعب كرة قاعدة أمريكي، ولد في 27 ديسمبر 1873 في شاوني في الولايات المتحدة، وتوفي بنفس المكان في 23 سبتمبر 1942.

## وصلات خارجية
- توم توماس على موقعبيزبول رفرنس.كوم (الدوري الرئيسي) (الإنجليزية)
- توم توماس على موقعبيزبول رفرنس.كوم (الدوري الثانوي) (الإنجليزية)
- توم توماس على موقع جمعية أبحاث البيسبول الأمريكية (الإنجليزية)